# Siutghiol-tó
A Siutghiol-tó Romániában, Dobrudzsa nyugati részén található, Constanța megyében. A köznyelvben Mamaiai-tónak is nevezett vízfelület hossza 7,5 km, legnagyobb szélessége 2,5 km és legmélyebb pontja eléri a 17 métert. Az 1900 hektár területű állóvizet egy 300 méter széles homokpad választja el a Fekete-tengertől, ezen a homokpadon helyezkedik el az ország egyik legkedveltebb üdülőhelye, Mamaia. A tavon egyetlen sziget található, a 0,02 km² területű Ovidiu-sziget, nevét Publius Ovidius Nasóról kapta, a legendák szerint a híres római költő itt lett eltemetve.
Neve török eredetű, a Sütgöl kifejezésből, jelentése tej.
A tavon lehetőség van horgászatra és lehet vízisízni. A tervek szerint egy mesterséges szigetet fognak építeni a tavon, 500 méterre a parttól, a 3-4 hektáros szigeten számos étterem és szórakozóhely fog helyet kapni. A mintegy 30 millió eurós beruházás neve Orășelul Lăcustru.

## Külső hivatkozások
- Térkép[halott link]
- Orășelul Lăcustru
- Orășelul Lăcustru-tervek – YouTube-videó